# 兴村程氏宗祠
30°16′38″N 118°04′48″E / 30.27722°N 118.08000°E
兴村程氏宗祠位于中国安徽省黄山市黄山区甘棠镇兴村，2013年被列为第七批全国重点文物保护单位。
兴村程氏宗祠始建于明代，清代后期重建，占地面积1324.36平方米，建筑面积1324.36平方米，由前至后有门厅、大堂、寝殿三进，面阔22.3米，进深58.6米。